# 消除就业和职业歧视公约
消除就业和职业歧视公约（英語：Convention concerning Discrimination in Respect of Employment and Occupation），又称1958年消除就业和职业歧视公约（英語：Discrimination (Employment and Occupation) Convention, 1958），是第42届国际劳工大会于1958年6月25日通过的一项公约，是国际劳工组织第111号公约(C111)，于1960年6月15日生效。该公约是国际劳工组织8个基础公约之一，目前对175个缔约方生效。

## 内容
公约缔约国承诺宣布遵循相关政策，以促进就业和职业机会均等和待遇平等，并消除这方面的歧视；并承诺以符合国家条件和实践的方法：
1. 寻求雇主组织和工人组织及其他适当机构在促进接受和遵守该项政策方面的合作；
2. 制定可赖以使人接受和遵守该项政策的法规，推进可赖以使人接受和遵守该项政策的教育计划；
3. 废除任何不符合该项政策的法令规定，修改任何不符合该项政策的行政指示或做法；
4. 在一个国家当局的直接控制下在就业方面执行该项政策；
5. 在一个国家当局的指导下在职业指导、职业培训和安置服务活动方面保证遵守该项政策；
6. 在公约实施情况年度报告中说明为执行该项政策采取的行动以及这种行动所获得的结果。[6]

## 未批准公约的成员国
共有12个国际劳工组织成员国尚未批准该公约：
- 庫克群島
- 日本
- 马来西亚
- 马绍尔群岛
- 緬甸
- 阿曼
- 帛琉
- 新加坡
- 美国